# Mjusjön (Vissefjärda socken, Småland)
Mjusjön är en sjö i Emmaboda kommun i Småland och ingår i Lyckebyåns huvudavrinningsområde. Sjön har en area på 0,11 kvadratkilometer och ligger 122 meter över havet. Sjön avvattnas av vattendraget Lyckebyån.

## Delavrinningsområde
Mjusjön ingår i det delavrinningsområde (627926-148616) som SMHI kallar för Ovan Bjurbäcken. Medelhöjden är 139 meter över havet och ytan är 20,06 kvadratkilometer. Räknas de 10 avrinningsområdena uppströms in blir den ackumulerade arean 193,62 kvadratkilometer. Avrinningsområdets utflöde Lyckebyån mynnar i havet. Avrinningsområdet består mestadels av skog (75 procent). Avrinningsområdet har 1,11 kvadratkilometer vattenytor vilket ger det en sjöprocent på 5,5 procent. Bebyggelsen i området täcker en yta av 0,64 kvadratkilometer eller 3 procent av avrinningsområdet.